# Robert Benoist
Pour les articles homonymes, voir Benoist.

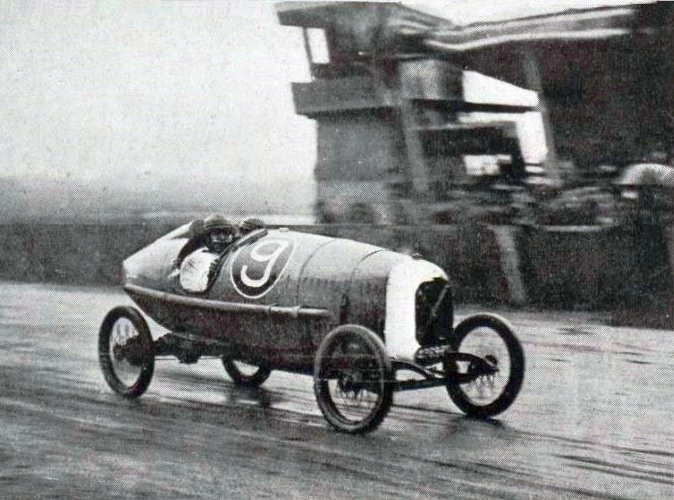
Robert Benoist gagnant du Grand Prix de l'UMF Cyclecars du Mans en 1922, sur Salmson VAL.

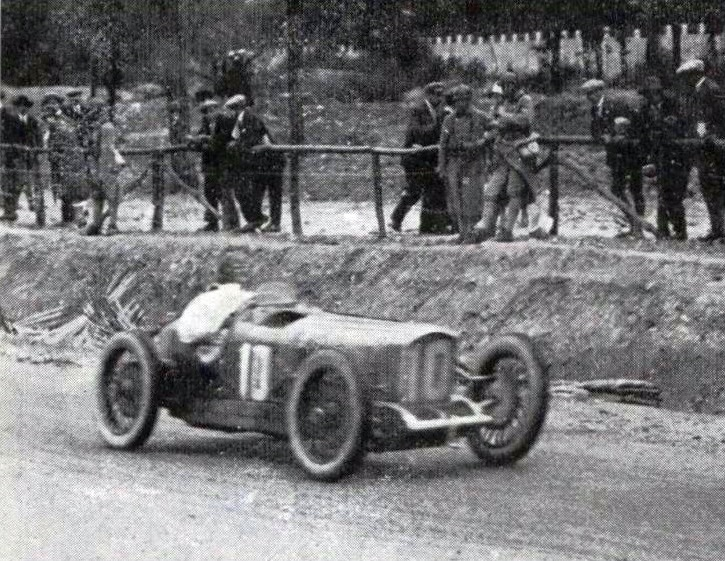
Robert Benoist, vainqueur sur Delage au Grand Prix de l'A.C.F. 1925.

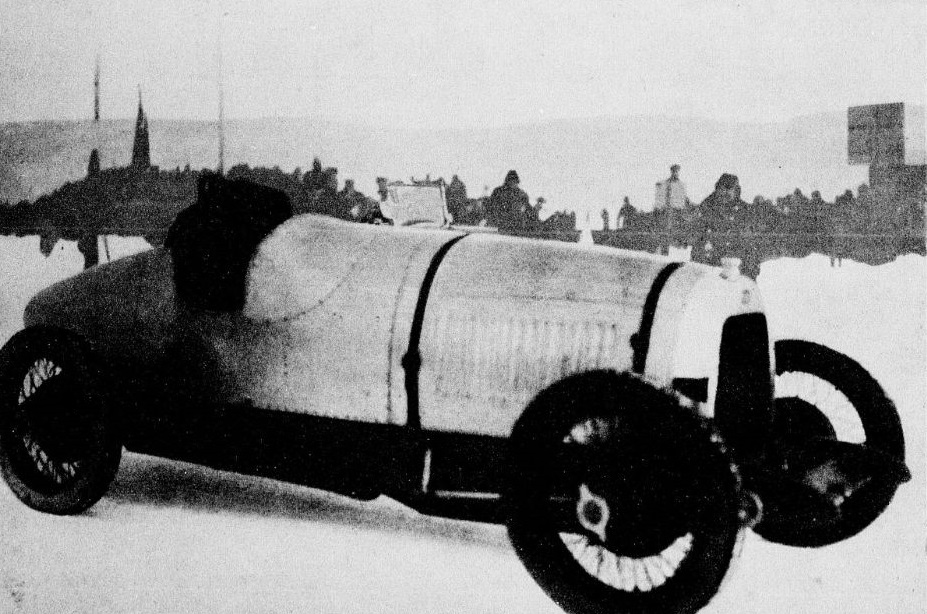
Robert Benoist vainqueur sur glace à Gjersjoin, en février 1926 (Norvège, sur Delage).

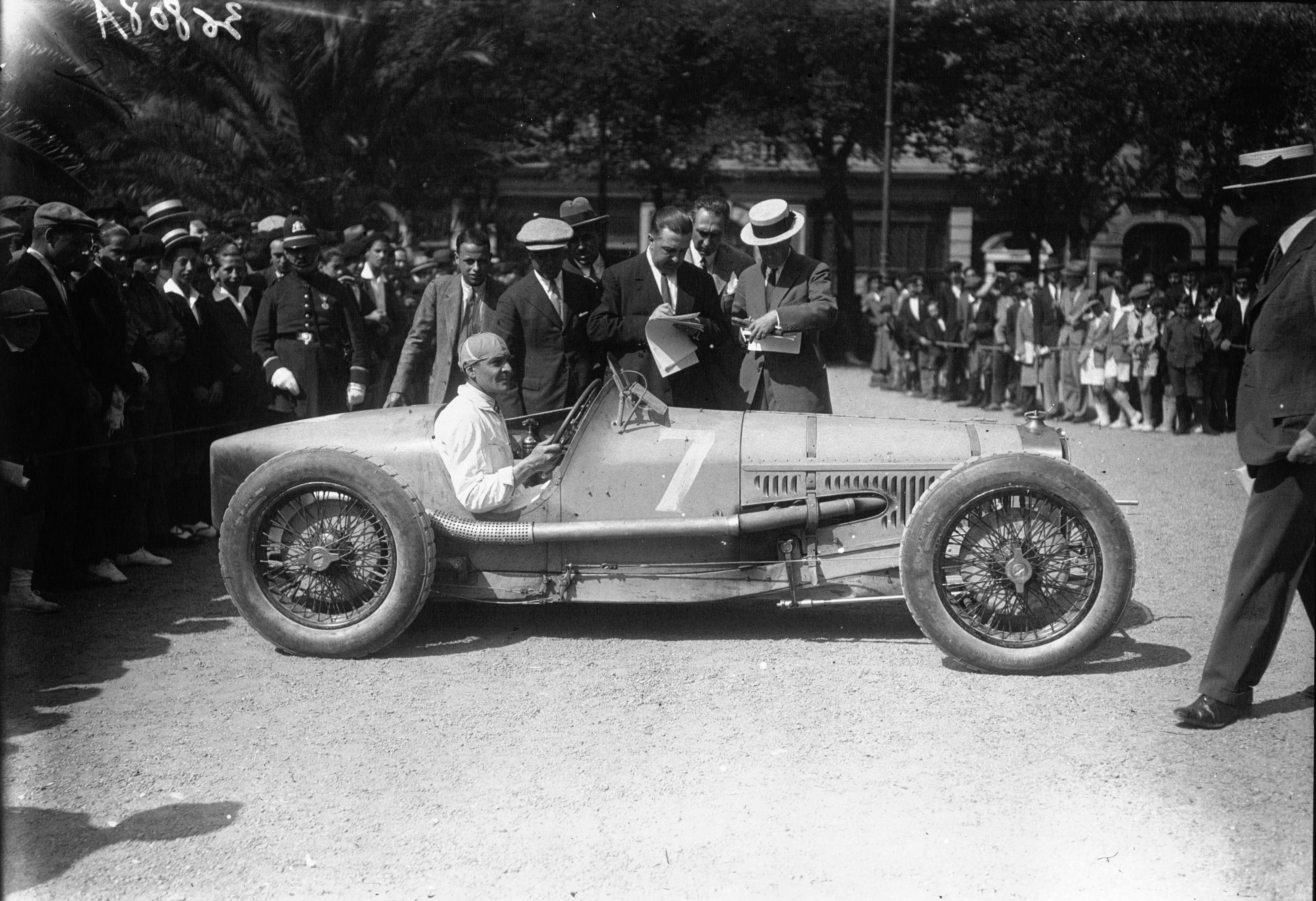
R. Benoist au Grand Prix de San Sebastián 1926.

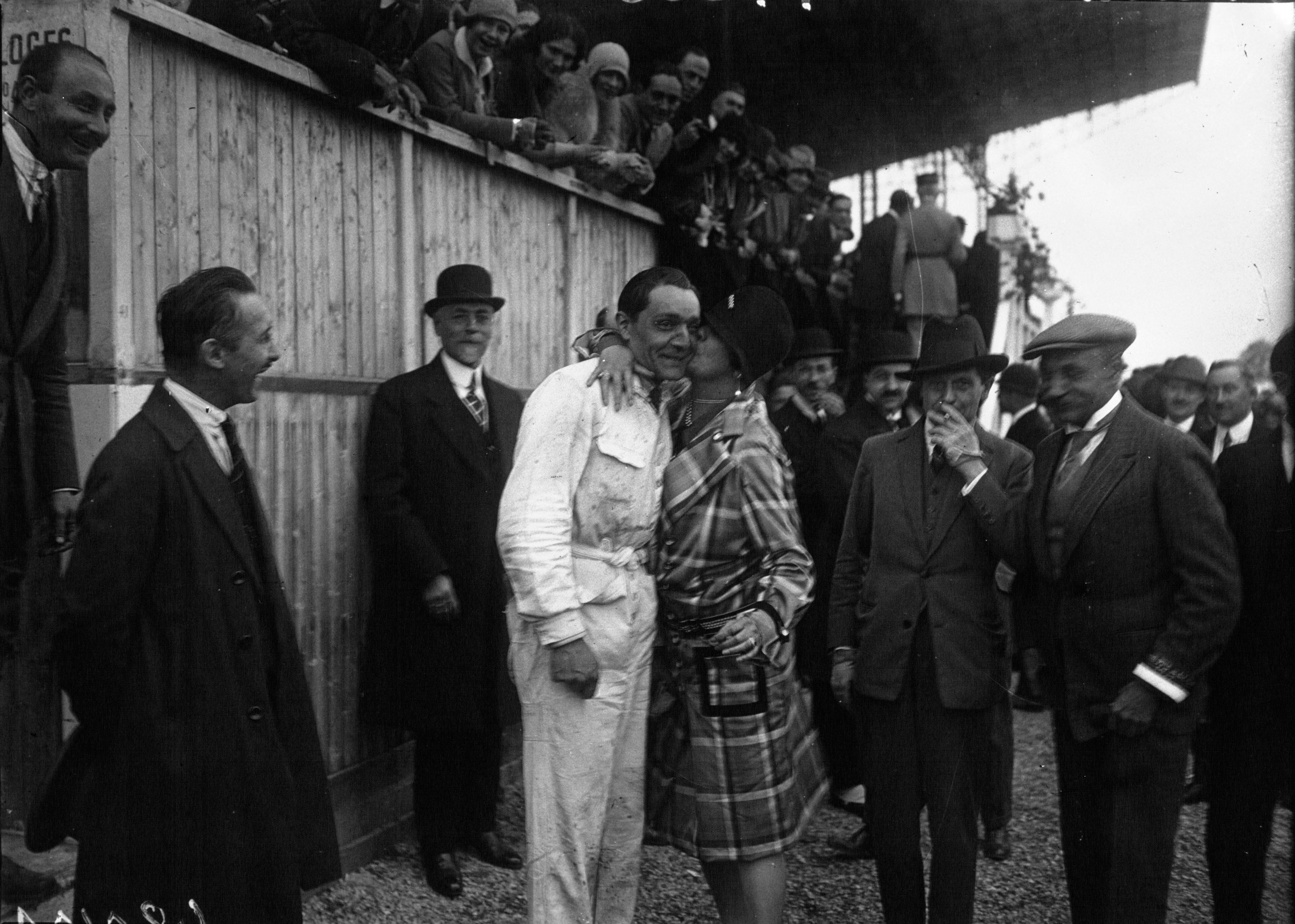
Robert Benoist vainqueur du Grand Prix de l'ACF 1927.

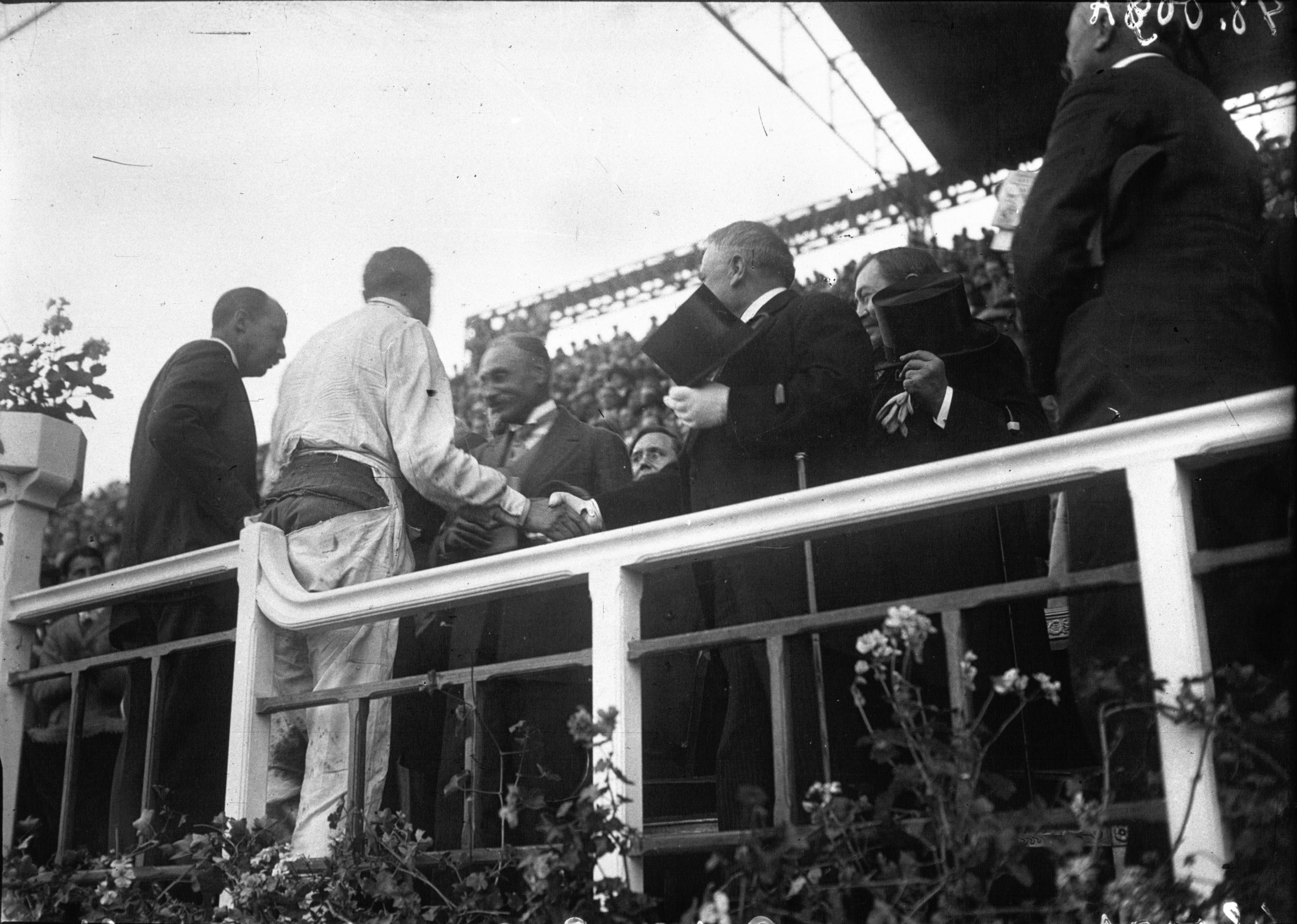
Robert Benoist recevant le trophée du vainqueur du Grand Prix de l'ACF.

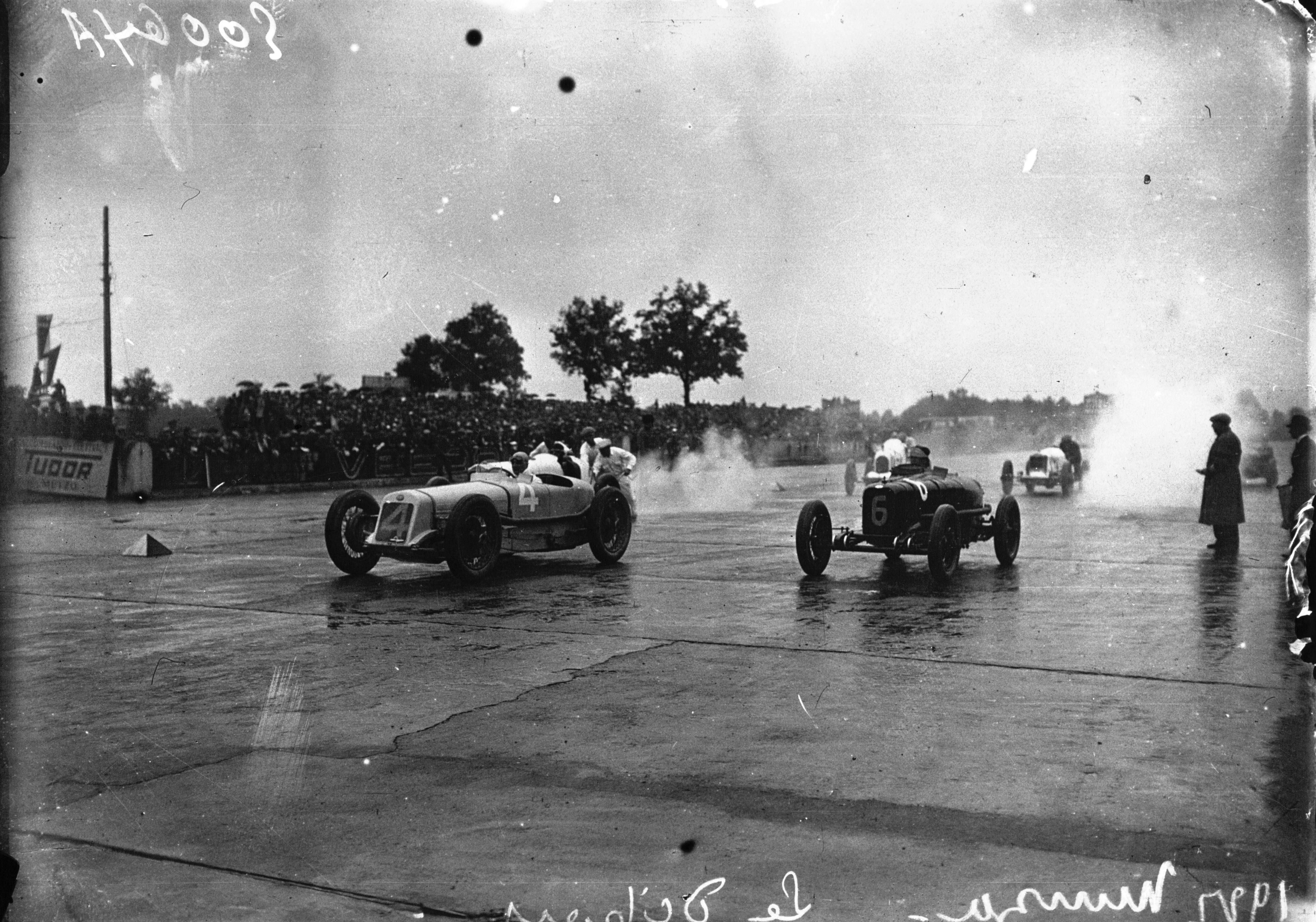
Robert Benoist (à G.) futur vainqueur du Grand Prix d'Italie 1927, sur Delage 155B.

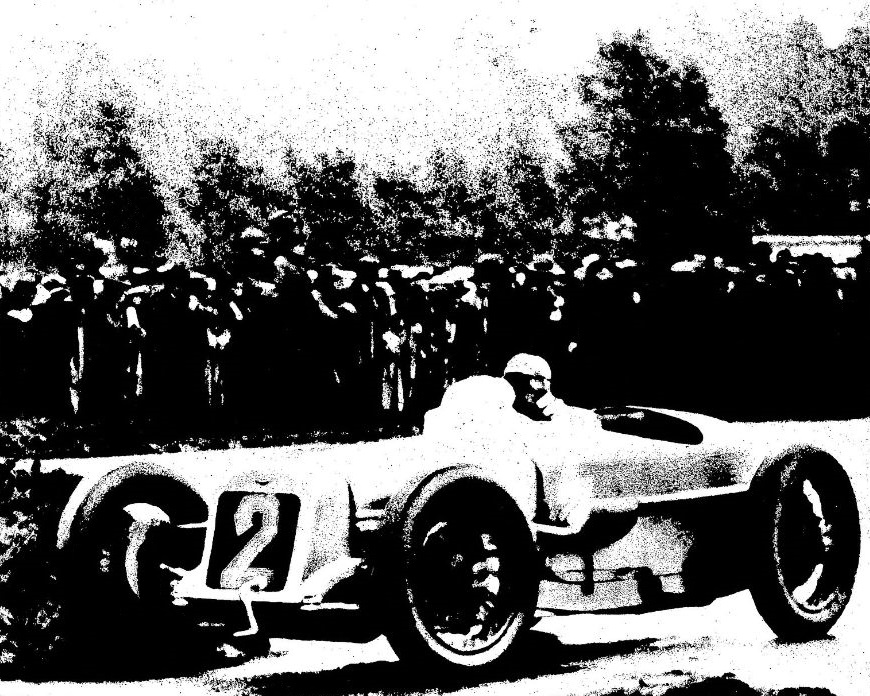
Robert Benoist futur vainqueur du GP d'Angleterre 1927, sur Delage 155B à Brooklands.

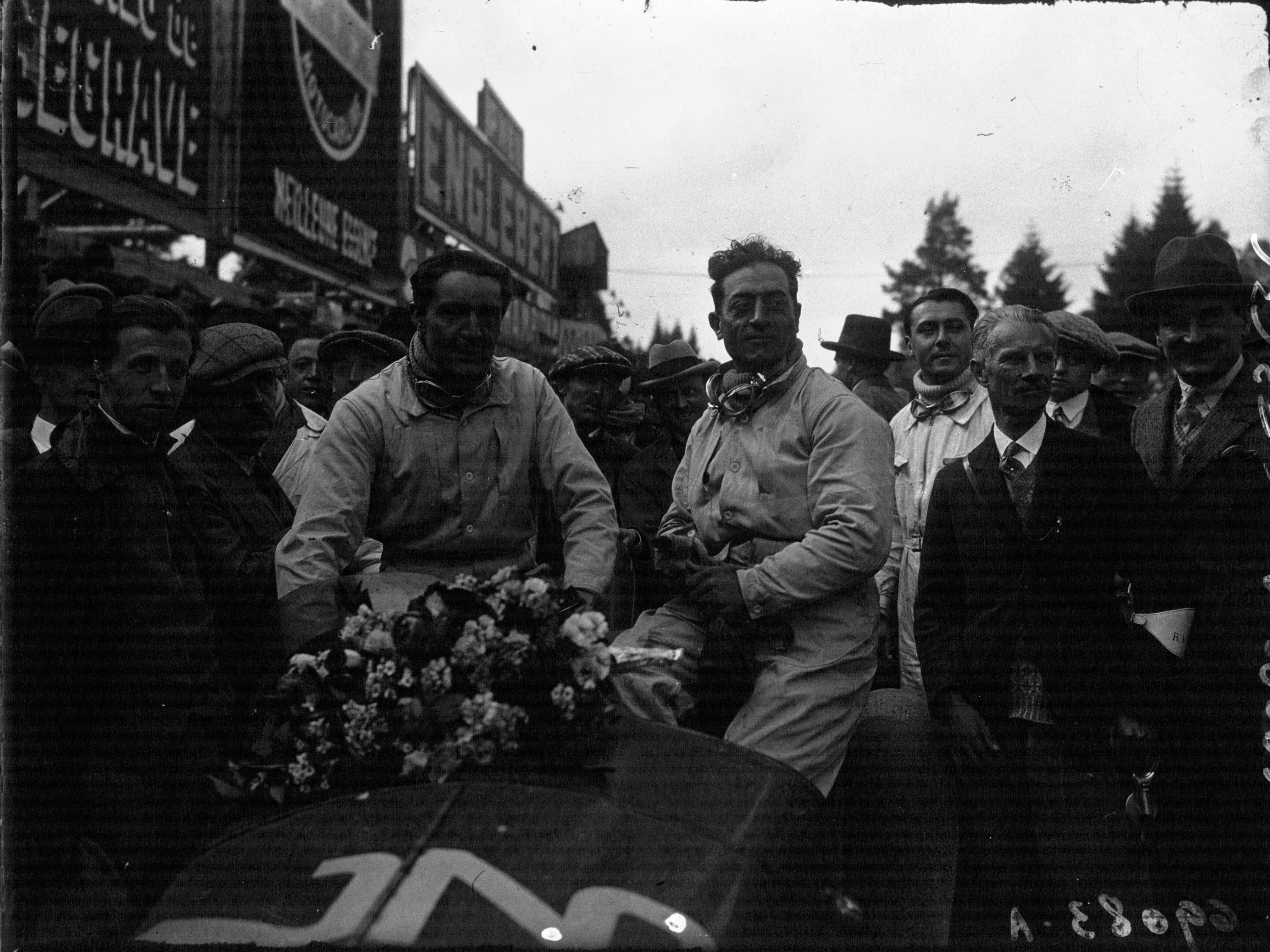
Robert Benoist et Attilio Marinoni, victorieux à Spa en 1929, lors des 24 Heures.

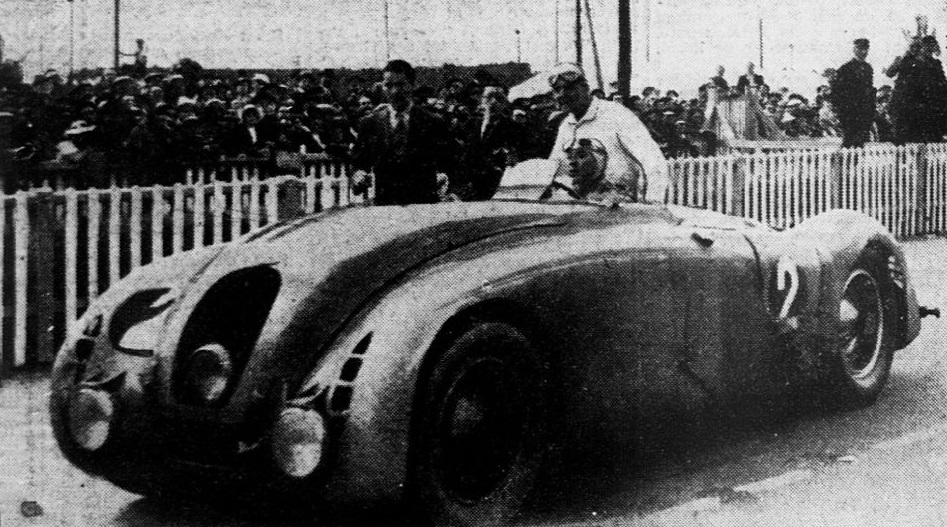
Bugatti vainqueur des 24 Heures du Mans 1937, avec Robert Benoist et Jean-Pierre Wimille.

Marcel Charles Benoist, dit Robert Benoist, né le 20 mars 1895 à Auffargis (Yvelines) et mort le 12 septembre 1944 à Buchenwald, est un pilote automobile et résistant français.
Fils de Gaston Benoist, garde-chasse chez les Rothschild, il est vainqueur du Grand Prix automobile de France en 1925 et 1927, des Grand Prix d'Italie, d'Espagne, de Grande-Bretagne en 1927 également et finalement officieux champion du monde la même année (seul le titre constructeur existant alors). Il est en outre vainqueur des 24 heures du Mans (en équipe avec Jean-Pierre Wimille) en 1937 et de celles de Spa en 1929.
Pendant la Seconde Guerre mondiale, en tant qu'agent secret du Special Operations Executive (SOE), il devient membre du réseau CHESTNUT puis chef du réseau CLERGYMAN. Arrêté par les Allemands, il est déporté et assassiné à Buchenwald.

## Biographie
Âgé de treize ans, il est engagé comme apprenti mécanicien chez Grégoire, où il reste quatre ans. Il devient ensuite agent commercial pour la firme Unic.

### Première Guerre mondiale
Il sert dans le 131e régiment d'infanterie puis il passe dans l'aéronautique militaire. Il obtient son brevet de pilote le 3 novembre 1915 et sert alors comme pilote de reconnaissance et brièvement comme pilote de chasse. Il abat un avion allemand, mais son appareil est abattu à son tour et il doit atterrir entre les lignes de front. Il devient ensuite instructeur de vol et moniteur d'acrobaties aériennes à Pau, avant d'être démobilisé en août 1919. Il a alors le grade de sous-lieutenant.

### Carrière de pilote automobile
Cherchant à retrouver les sensations qu'il avait éprouvées comme pilote de chasse, Benoist rejoint la société automobile de Marçay comme pilote d’essai (remportant la première édition régulière du Grand Critérium international de tourisme Paris-Nice en 1921 sur une voiturette 7hp de la marque), puis la Société des moteurs Salmson avec laquelle il remporte des courses de cyclecar (voiturettes à moteur 1 100 cm3).
En 1922, il gagne le Junior Car Club Cyclecar "200" de Brooklands, puis le Grand Prix de l'UMF (l'Union Motocycliste de France) Cyclecars au Mans (les deux fois devant son équipier Desvaux). Il s'impose aussi au Trofeo Armangue Cyclecar de Tarragone. Pilote rapide, il a les meilleurs temps en course à Brooklands et Tarragone.
En 1923, il remporte le Bol d'or automobile sur Salmson L4 (1 084 cm3), après avoir terminé deuxième l'année précédente de l'épreuve pour la même marque. Il s'impose ensuite au Gran Premio Cyclecars de Milan et au Grand Prix de l'UMF, en ayant entretemps enchaîné une série de deuxièmes places (au Trofeo Armangue, au Grand Prix de Suisse, au Grand Prix du MCF, au Gran Premio do San Sebastian, et au Grand Prix de Boulogne). En fin d'année il est encore troisième du Junior Car Club Cyclecar "200" et il obtient une troisième victoire au mois de novembre lors du Gran Premio d'España Cyclecars. Meilleur pilote de la saison sur ce type de véhicules, il a en outre obtenu le meilleur temps au tour en Suisse, au MCF, et à Brooklands. Son plus fréquent rival durant les années cyclecars chez Salmson n'est autre que son partenaire, Lucien Desvaux.
En 1924, il entre chez Delage (troisième du Grand Prix de l'ACF), puis l'année suivante faisant équipe avec Albert Divo il remporte le Grand Prix automobile de France (dit de l'ACF) sur l'autodrome de Linas-Montlhéry, au cours duquel le célèbre coureur italien, Antonio Ascari, perd la vie. Benoist est aussi deuxième du Grand Prix de Saint-Sébastien moins de deux mois plus tard.
En 1924 et 1925, il est vainqueur de la Course de côte Limonest - Mont Verdun sur Delage 6 cylindres, 6,0 l. Il reçoit aussi le premier Grand Prix de la Côte d'Azur attribué en 1925, un trophée récompensant les résultats acquis dans les trois côtes de La Turbie, du Mont Agel et de l'Ésterel, décerné par les Automobile Clubs de Nice, Monaco et Cannes.
En 1926, le 9 février, il gagne la course de Gjersjoen sur neige et glace en Norvège devant près de 1 500 autres concurrents dans un fjord gelé, avec Delage après une semaine complète d'entraînement spécifique, puis il doit essentiellement se contenter de deux troisième places, lors du RAC Grand Prix de Brooklands, et également au Grand Prix d'Espagne à Lasarte, associé à Louis Wagner qu'il relaie pour terminer l'épreuve, sa propre voiture ayant abandonné sur panne de compresseur,.
En 1927, au volant de sa Delage 155B, il remporte (après le Grand Prix de l'Ouverture hors championnat en début de saison) les Grands Prix de l'ACF (pour la seconde fois), d'Italie, d'Espagne, de Grande-Bretagne et est finalement sacré officieusement Champion du Monde 1927 (le titre officiel des manufacturiers revenant à Delage). Il est le seul pilote à avoir jamais remporté l'ensemble de ces Grand Prix lors de la même année, ce qui lui vaut de recevoir la Légion d'honneur. La voiture resservira lors des 500 miles d'Indianapolis 1929 entre les mains de Louis Chiron.
Lorsqu'en 1928 la société Delage se retire de la compétition automobile, Robert Benoist se retrouve sans volant et est engagé comme directeur du Garage Banville à Paris. Il participe cependant encore à quelques courses pour l'équipe Bugatti, terminant deuxième du Grand Prix d'Espagne de Saint-Sébastien.
Faisant équipe avec Attilio Marinoni en 1929, il remporte les 24 heures de Spa en Belgique, sur Alfa Romeo 6C 1750 SS. À la fin de la saison, il se retire de la compétition.
Il fait son retour en 1934 dans l’écurie Bugatti (4e au GP de l'A.C.F.). Il est bientôt nommé directeur du département compétition, et lance le projet Le Mans de la compagnie.
En 1935, il s'impose lors du Grand Prix de Picardie, puis en 1936 il termine deuxième des Grand Prix de la Marne et du Grand Prix du Comminges. La même année, il obtient en septembre, quatre records internationaux à Montlhéry avec une Bugatti Sport 3,3 l : 100 kilomètres (à 216,543 km/h de moyenne), 100 miles (à 217,537 km/h de moyenne), 200 kilomètres (à 217,865 km/h de moyenne) et de l'heure (à 217,941 km/h).
L'année suivante, faisant équipe avec Jean-Pierre Wimille, il remporte pour sa troisième tentative depuis 1928, les 24 Heures du Mans 1937 sur une Bugatti Type 57G Tank (ainsi que l'indice de performance), ce qui permet aux deux hommes d'être titulaires de deux records de 24 heures avec la Type 57S (en distances parcourues): celui mondial des 24 heures sur route avec la victoire mancelle, mais aussi celui acquis le 20 novembre 1936 sur l'autodrome de Linas-Montlhéry (record international sur piste). À la suite de sa victoire au Mans, Benoist se retire de la compétition, mais il continue de diriger le département courses de Bugatti.
Il aura au total remporté en carrière 22 victoires en courses de côte :
- Course de côte de Gaillon (Rouen): 1922, sur Salmson 1,1 l 8 cylindres
- Course de côte de côte d'Argenteuil: 1924, sur Delage 5,0 l 6 cylindres
- Course de côte du Pic Montaigu (Bourges): 1924, sur Delage Sprint II 6,0 l
- Course de côte du Mont Agel (Nice): 1924, sur Delage 6,0 l 6 cylindres Sp, puis 1925 et 1926 sur Delage Sprint II 6,0 l
- Course de côte de Le Camp (Cuges) (Marseille): 1924, sur Delage Sprint I et 1925 sur Delage Sprint II 6,0 l
- Course de côte Limonest - Mont Verdun: 1924, sur Delage Sprint I 5,0 l et 1925 sur Delage Sprint II 6,0 l
- Course de côte de Laffrey (Grenoble): 1924, sur Delage 12 cylindres
- Course de côte de Saint-Alban-Les Eaux (Roanne): 1924, sur Delage Sprint I 5,0 l
- Course de côte de Château-Thierry (Reims): 1925 sur Delage DH 12 cylindres, 1935 sur Bugatti Type 53 (4 roues motrices) et 1936 sur Bugatti Type 59
- Course de côte de La Californie (Nice): 1925, sur Delage Sprint II 6,0 l
- Course de côte de l'Esterel (Cannes): 1925, sur Delage Sprint II 6,0 l
- Course de côte Nice - La Turbie: 1925, sur Delage Sprint II 6,0 l
- Course de côte de la Mi-Corniche (Monaco): 1925 mars, sur Delage Sprint II 6,0 l
- Course de côte de Poix (Picardie): 1926 sur Delage 2 LCV et 1927 sur Delage 15S8
- Course de côte de Chavigny (Nancy): 1935, sur Bugatti Type 53 (4 roues motrices)

## Annexes

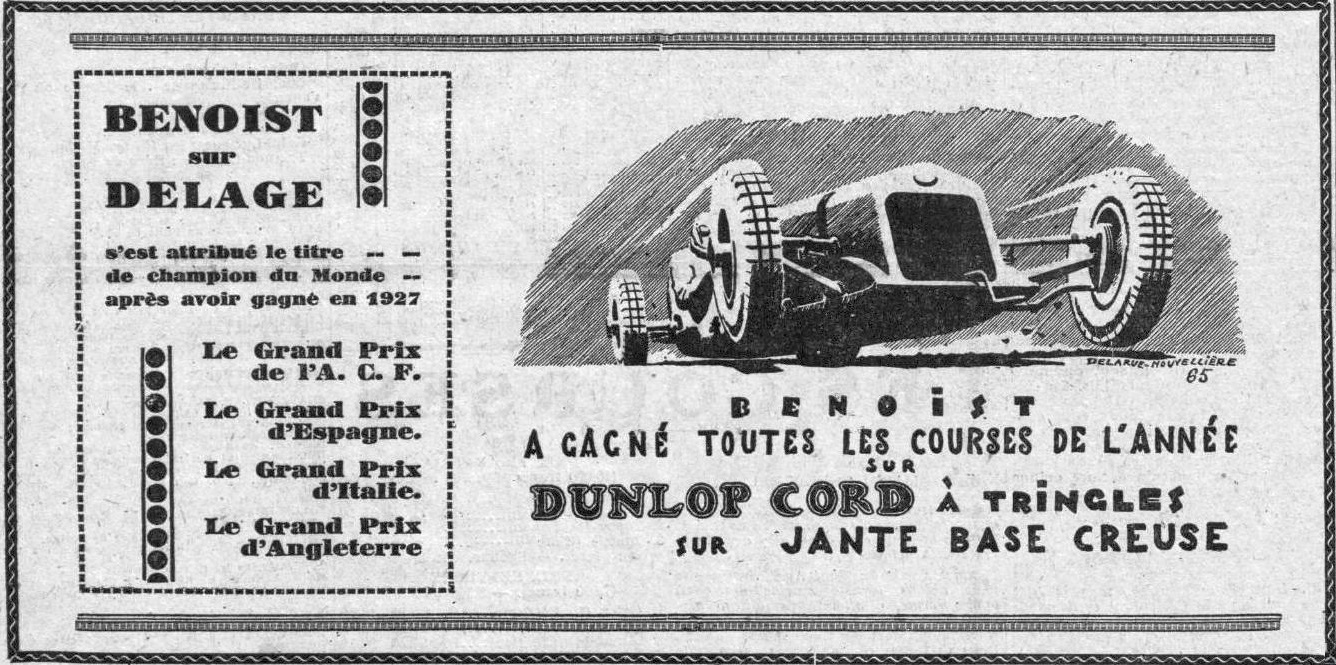
Robert Benoist et Delage, en 1927.

### Seconde Guerre mondiale
Au début de la Seconde Guerre mondiale en septembre 1939, il est rappelé dans l'Armée de l'Air. Robert Benoist et Jean-Pierre Wimille, qui avaient remporté ensemble les 24 heures du Mans, étaient amis d'un autre pilote de Grand Prix, William Grover-Williams, ainsi que de leur compatriote Robert Mazaud. En mai 1940, lorsque les hostilités commencent et que la France est occupée, les trois amis partent pour l'Angleterre où ils rejoignent le Special Operations Executive en tant qu'agents secrets.
Sa première mission a pour nom de code : CHESTNUT.
Parachuté en France, Benoist organise des cellules de sabotage et, avec William Grover-Williams, s'occupe de la récupération de parachutage d'armes et de munitions en forêt de Rambouillet, qu'il stocke dans sa maison d'Auffargis d'où il organise leur distribution.
En juin 1943, le réseau Prosper-PHYSICIAN à Paris s'effondre, avec l'arrestation de ses chefs, Francis Suttill « Prosper », Gilbert Norman « Archambault » et Andrée Borrel « Denise », puis d'une grande quantité d'agents et de résistants.
Le 31 juillet, l'opérateur radio Roland Dowlen « Achille », repéré par radio-goniométrie, est arrêté chez lui en pleine émission (à Pierrelaye, près de Pontoise).
Le 1er août, le frère de Robert Benoist, Maurice,, est arrêté chez lui à Paris. Le 2, il accompagne les Allemands au château d'Auffargis. La maison de Benoist est mise à sac par la Gestapo. Sa femme, son père, les domestiques et Grover-Williams sont arrêtés (ce dernier sera exécuté au camp de Sachsenhausen). Le 4, Robert Benoist est arrêté à Paris. Pendant son transfert au quartier général de la Gestapo, il saute du véhicule et parvient à s'échapper. Il reste caché quelque temps dans l'appartement de sa secrétaire. Dans la nuit du 19/20, il rentre en Angleterre par avion Hudson, qui le récupère près d'Angers.
Sa deuxième mission en France a pour nom de code : CLERGYMAN ; l'objet de celle-ci est d'établir le réseau dans la région nantaise ; ne faire appel qu'à ses amis et éviter tout contact avec PRIVET, le réseau d'Edward Wilkinson qui est tombé ; saboter, près de Nantes, les pylônes qui amènent l'électricité des Pyrénées en Bretagne, en prévision du futur débarquement ; préparer les sabotages des voies ferrées convergeant vers la ville, ainsi que les actions destinées à protéger le port de Nantes contre une possible destruction par les Allemands.
Il est renvoyé en France, par Hudson, dans la nuit du 20/21 octobre. André Dubois « Hercule » est son radio. Le 30, Robert Benoist, arrêté près de Chartres par un Feldgendarme, parvient de nouveau à s'échapper.
Le 19 novembre, André Dubois est arrêté à Montrouge, près de Paris. Privé de communication avec Londres pour ses commandes de matériel et jugeant les environs de Nantes inadaptés pour des parachutages, il retourne dans sa propriété familiale aux environs de Rambouillet et y récupère quelques armes de CHESTNUT. Mais il ne trouve pas d’explosifs (pour le sabotage des pylônes), ni des contacts (pour préparer la protection du port de Nantes). Il laisse son réseau continuer sans lui et demande à Henri Déricourt de le ramener en Angleterre dès que possible.
Dans la nuit du 4/5 février 1944, il rentre à Londres, au moyen d'un avion Hudson qui le récupère près d'Angers. Il prend acte de sa troisième mission en France. Il vient relancer le réseau CLERGYMAN dans la région de Nantes, et y préparer les sabotages de pylônes sur la Loire à l'île Héron et les coupures de voies ferrées et de lignes téléphoniques vers Nantes, qui doivent désorganiser les communications de l'ennemi avant le débarquement. Il est accompagné de Denise Bloch, son courrier et opérateur radio.
Il est renvoyé en France le 2/3 mars avec Denise Bloch. Un Lysander les dépose vers Chartres.
Ils procèdent à un premier repérage de leurs cibles dans la région de Nantes puis retournent chez Benoist dans la banlieue sud-ouest de Paris.
En avril, Robert Benoist reconstitue un groupe autour de lui, dont notamment Jean-Pierre Wimille. Ils s’installent dans une petite maison du village de Sermaise (dans l'Essonne, près de Dourdan), et se mettent au service du groupe du réseau TURMA VENGEANCE de cette ville. Grâce aux échanges radio de Denise Bloch avec Londres, de multiples parachutages d'armes sont réalisés avec succès dans les environs de Dourdan, en mai et juin. Robert Benoist crée également, début juin 1944, le « maquis de Sermaise » (un groupe « d’action immédiate ») avec les renforts de résistants de Chelles (Seine-et-Marne). Ce groupe mènera divers attentats et actions de sabotage dans la région de Dourdan, pendant ce mois de juin.
Le 18 juin, il est arrêté, en rentrant à son domicile, 3, rue Fustel-de-Coulanges, Paris 5e. Le lendemain, à Sermaise, Denise Bloch est arrêtée avec cinq autres membres du groupe ; seul Jean-Pierre Wimille parvient à s'échapper.
Robert Benoist est déporté à Buchenwald et le 10 septembre 1944 il est assassiné par les Nazis, pendu au crématoire. Denise Bloch sera exécutée en 1945 au camp de Ravensbrück.

## Identités

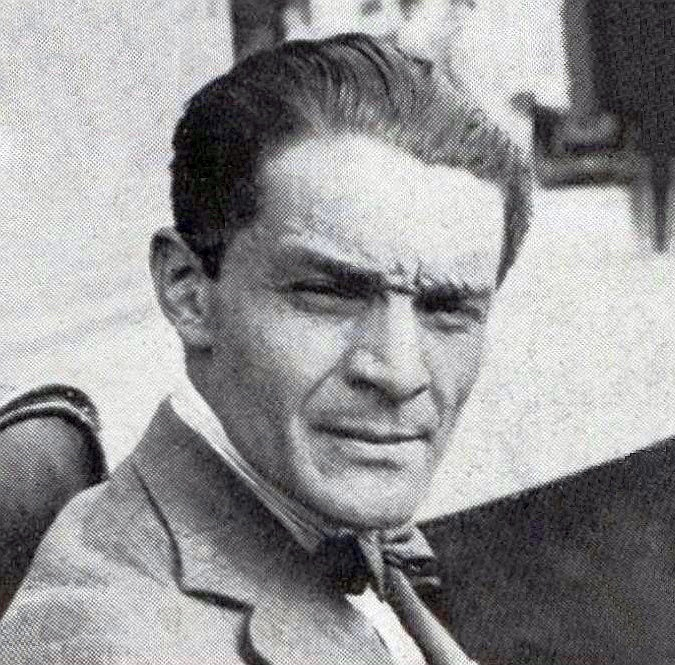
Robert Benoist en 1925 (GP de l'A.C.F.).

- État civil : Marcel Charles Benoist
- Comme agent du SOE :
  - Nom de guerre (field name) : « Lionel »
  - Nom de code opérationnel : CLERGYMAN (en français ECCLÉSIASTIQUE)
  - Faux papiers : Roger Brémontier, Daniel Perdrigé[23] (3e mission)

Parcours militaire. Unité : SOE, section F ; grade : capitaine ; matricule 301112.

## Reconnaissances
- Une Coupe Robert Benoist pour voiturettes de 1 100  à   2 000 cm3 est disputée à l'occasion du Grand Prix automobile de Nîmes 1947, remportée par Jean-Pierre Wimille sur Gordini.

### Distinctions
- Mention in Despatches
- Médaille de la Résistance française avec rosette

## Hommages

### Monuments
- Brookwood Memorial, Surrey, Angleterre, panneau 21 colonne 3.
- En tant que l'un des cent quatre agents du SOE section F morts pour la France, Robert Benoist est honoré au mémorial de Valençay (Indre).
- au camp de Buchenwald, une plaque, inaugurée le 15 octobre 2010, honore la mémoire des officiers alliés du bloc 17 assassinés entre septembre 1944 et mars 1945, notamment vingt agents du SOE, parmi lesquels figure « Benoist, Capt. R.M.C. ».

### Voies portant son nom
- Une allée Robert-Benoist se trouve à Auffargis, sa ville natale.
- Une rue Robert-Benoist a été inaugurée le 14 janvier 2006 dans la ville de Dourdan (Essonne).
- La route nationale 20 s’appelle avenue Robert-Benoist à Linas, (Essonne) jusqu’à Saint-Germain-lès-Arpajon, où elle reprend le nom de « route d'Orléans » abandonné après Montlhéry, non loin de l'autodrome de Linas-Montlhéry.